# Шахта «Шахтарська»
ДВАТ Шахта «Шахтарська» — вугільна шахта, що входила до ДХК «Шахтарськантрацит». Розташована у місті Шахтарськ, Донецької області.  Знаходиться на стадії ліквідації.
Фактичний видобуток 1179/516 т/добу (1990/1999). Максимальна глибина 910/912 (1990/1999). 
Протяжність підземних виробок 76,8/59,3 км (1990/1999). У 1990-1999 розробляє пласти h2', h3 потужністю 0,6-1,2 м, кути падіння 22-26о. 
Пласти безпечні. Кількість очисних вибоїв 7/3, підготовчих 14/12 (1990/1999). 
Кількість працюючих: 2093/1483 чол., в т.ч. підземних 1568/1143 чол. (1990/1999). 
Адреса: 86200, вул. Франка, 15, м. Шахтарськ, Донецької обл.